# Marca de Calidad Estatal de la Unión Soviética

Símbolo de la Marca de Calidad Estatal de la Unión Soviética.

La Marca de Calidad Estatal de la Unión Soviética (del ruso: Госуда́рственный знак ка́чества СССР) estaba, en este país, destinada al etiquetaje de los productos de alta calidad (indicación de calidad para los consumidores y para suministros industriales). La marca, una vez que el ente certificador había verificado la normativa al Estándar Estatal (GOST, Государственный Стандарт), podía ser aplicada sobre el producto o sobre el embalaje, en los documentos de expedición y en las etiquetas.
La autorización para utilizar la marca era concedida a las empresas por un periodo de dos o tres años, en función de algunos parámetros que estandarizaban la calidad de los productos y la tipología de la empresa (productor, importador, distribuidor, etc.), y podía prever, o no, una inspección anual en el sitio productivo

## Historia
En 1941, no existía aún una Marca de Calidad como tal, pero se publicó el Estándar Estatal GOST 918-41 que establecía las reglas para la producción de relojes de bolsillo. Algunas marcas prestigiosas del momento, como, por ejemplo, ZiM (ЗиМ, Завод имени Масленникова), Zavod imeni Maslennikova, cercana a Samara -inaugurada en 1909 y quebrada en 1990, grababan la inscripción ГOСT918-41 en el interior de la tapa para certificar que el reloj se había producido según los estándares estatales soviéticos.
En 1954, se edita la primera versión del  GOST 5072, en la cual son definidos los estándares estatales relativos a la precisión mínima para certificar un cronómetro (en función de la precisión se asignaba una clase), y a la metodología y a las condiciones ambientales con la que realizar las verificaciones.
El Reglamento para la Construcción y la Aplicación de la Marca de Calidad fue publicado con el Estándar Estatal GOST 1,9-67 del 7 de abril de 1967. La marca consistía en una imagen estilizada de una pentágono con los lados redondeados (símbolo estatal de la Unión Soviética) con la letra "K" inscrita (inicial de la palabra Качества, "calidad"), rotada 90 grados hacia abajo.
En la década de 1980, la marca no fue siempre asignada de modo riguroso, con un adecuado control de la calidad de los productos, y así perdió rápidamente su valor en la percepción de los consumidores. En 1991, la marca perdería completamente su valor con la disolución de la Unión Soviética (19-21 de agosto de 1991) y sería sustituida por la marca GOST (primero con el Estándar Estatal GOST R 50460-92 -ГОСТ Р 50460-92- y más tarde con el Estándar Estatal GOST R 1.9-2004 -ГОСТ Р 1.9-2004) y otras Marcas de Calidad
La Marca GOST, que pasó a llamarse Rostesta, no era una distinción sino un certificado oficializado de que el producto había sido elaborado conforme a lo previsto por la ley, que establece que los parámetros de calidad son establs, que el producto satisface plenamente los estándares estatales soviéticos, que el producto es compatible con los estándares internacionales, que el proceso productivo es eficiente, que vienen satisfechas las exigencias de la economía del Estado y de la población.
El etiquetaje de los productos con la marca de conformidad a las normas nacionales puede ser aplicada a los productos, embalajes, paquetes y documentación técnica. La marca puede ser usada en la publicidad, catálogos, modelos oficiales y carteles, mostrados en ocasión de ferias y exposiciones. La marca simboliza el símbolo del Estado de la URSS, y a su izquierda se halla inscrita una R ("P"), inicial de Rusia.

Símbolo creado por el gobierno de la Federación Rusa en febrero de 2014.

Desde 1999, se difunde otra marca de calidad denominada "Marca Rusa" (Российская марка). Esta marca era conferida en tres categorías en cuatro niveles, siendo asignada a los vencedores de concursos nacionales en las categorías "bienes rusos de alta calidad", "servicio de calidad ruso" y "tecnologías avanzadas rusas" tras pasar la certificación de diversos comités de expertos independientes (equivalente a la certificación ISO/IEC 17025) y la aprobación del Consejo Supremo "Marca Rusa". Desde 2011 los certificados son gradualmente sustituidos desde la normativa GOST específico para cada producto a la normativa CE  ISO/IEC 17050-1-2, programa que debería concluir en 2021. En 2013 se entregaron las certificaciones "Marca Nacional (III Milenio) de Calidad del siglo XXI - 2013, con ocasión de la WC Exhbition de Moscú. En 2014 se dieron a conocer los nuevos símbolos por parte del Ministerio de Industria y Comercio de Rusia.